# Wesley Hoedt
Wesley Hoedt (* 6. března 1994, Alkmaar, Nizozemsko) je nizozemský fotbalový obránce a mládežnický reprezentant, od léta 2017 hráč klubu Southampton FC. Hraje na postu stopera (středního obránce).

## Klubová kariéra
- AZ Alkmaar (mládež)
- AZ Alkmaar 2013–2015
- SS Lazio 2015–2017
- Southampton FC 2017–[1]

## Reprezentační kariéra
Wesley Hoedt byl členem nizozemských mládežnických výběrů, mj. U20 a U21.